# Chase Roullier
Chase Roullier (geboren am 23. August 1993 in Burnsville, Minnesota) ist ein ehemaliger US-amerikanischer American-Football-Spieler auf der Position des Centers. Er spielte College Football für die University of Wyoming und stand sechs Jahre lang bei den heutigen Washington Commanders in der National Football League (NFL) unter Vertrag.

## College
Roullier besuchte die Highschool in Burnsville, einem Vorort von Minneapolis in Minnesota, und spielte erfolgreich im dortigen Highschoolfootballteam. Ab 2012 ging er auf die University of Wyoming, um College Football für die Wyoming Cowboys zu spielen. Nach einem Redshirtjahr war Roullier 2013 zunächst Ergänzungsspieler, in den letzten drei Spielen der Saison lief er von Beginn an auf. Ab der Saison 2014 war Roullier Stammspieler auf der Position des Left Guards. In seiner letzten Saison für die Cowboys wechselte er auf die Position des Centers und wurde in das All-Star-Team der Mountain West Conference gewählt. Roullier bestritt insgesamt 48 Spiele für Wyoming.

## NFL
Roullier wurde im NFL Draft 2017 in der sechsten Runde an 199. Stelle von den Washington Redskins ausgewählt. Infolge des verletzungsbedingten Ausfalls von Spencer Long stand Roullier am achten Spieltag seiner Rookiesaison gegen die Dallas Cowboys erstmals in der Stammformation und bestritt vier Spiele von Beginn an, bevor er wegen einer Handverletzung drei Partien verpasste. Für den Rest der Saison war er Stammspieler. Ab Beginn der Saison 2018 war Roullier fest als Stammspieler bei den Redskins eingeplant und verpasste in den folgenden drei Spielzeiten lediglich zwei Partien. Im Januar 2021 einigte er sich mit seinem Team, das nach der Saison 2019 den Beinamen Redskins abgelegt und sich vorübergehend in Washington Football Team umbenannt hatte, auf eine Vertragsverlängerung um vier Jahre bis 2024 im Wert von 40,5 Millionen US-Dollar.
Am 8. Spieltag der Saison 2021 brach Roullier sich bei der Partie gegen die Denver Broncos das linke Wadenbein und musste die Saison daher vorzeitig beenden. Im Februar 2022 änderte das Football Team seinen Namen zu Washington Commanders. Auch in der Saison 2022 fiel Roullier verletzungsbedingt lange aus. Am zweiten Spieltag zog er sich gegen die Detroit Lions einen Innenbandriss im rechten Knie zu, der eine Operation erforderlich machte und das frühe Saisonaus für ihn bedeutete. Am 5. Mai 2023 wurde Roullier von den Commanders entlassen. Daraufhin gab er am 5. Juli 2023 sein Karriereende bekannt.